# Kostel Nejsvětější Trojice (Zahořany)
Kostel Nejsvětější Trojice v Zahořanech je jeden z prvních barokních kostelů v severních Čechách. Nachází se na hřbitově na vyvýšeném místě v Zahořanech (část obce Křešice) na Litoměřicku v Ústeckém kraji. Je chráněn jako kulturní památka.

## Popis

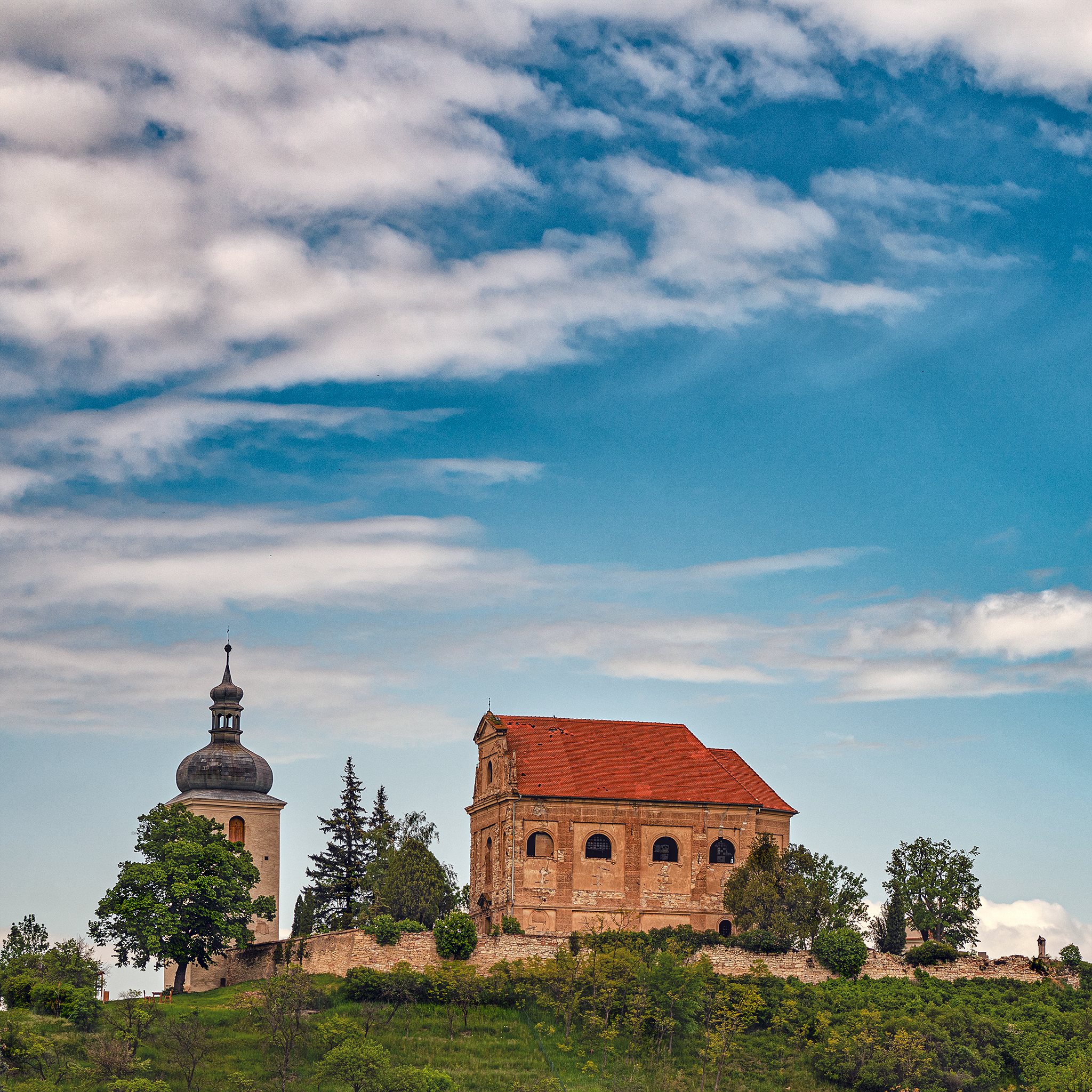
Kostel Nejsvětější Trojice

Kostel Nejsvětější Trojice v Zahořanech je barokní objekt na hřbitově za vsí, který tvoří budova kostela a samostatně stojící zvonice z poloviny 17. století. Kostel se dlouhodobě nevyužívá z důvodu statického narušení. Hlavní klenba kostela je podélně popraskaná, zvenku opadává omítka a zdobné prvky fasády. V roce 2013 byla statickým průzkumem zjištěna závada v krovu kostelní lodi, která způsobuje vychylování zdiva a rozevírání puklin. V závěru roku 2013 vznikla z iniciativy obyvatel Zahořan veřejná sbírka k záchraně kostela Nejsvětější Trojice.
Kostel je vlastněn Římskokatolickou farností Zahořany u Křešic.

## Historie

### Pověst o založení kostela
Lidová tradice říká, že když v době třicetileté války táhli krajem Švédové, opevnili se císařští na zahořanském vršku. Jejich velitel, maršálek Kron (Jan van der Croon), večer kontroloval hlídky, rozmístěné na okolních kopcích Křemíně a Holaji. Měl prý tehdy u sebe válečnou pokladnu, která v žádném případě nesměla padnout do rukou nepřátel. Právě když se chystal uložit ke spánku, v noční tmě uslyšel zakokrhat kohouta. Kokrhání v neobvyklou dobu vzbudilo jeho podezření, i dal hned vyhlásit bojovou pohotovost. Švédové skutečně krátce nato pod rouškou tmy překonali Labe a zaútočili. Obránci však byli připravení, útok švédské přesily odrazili a donutili nepřítele k ústupu.
Po skončení války se maršálek Kron usadil v Zahořanech, zdejší tvrz přestavěl na zámek a pro upomínku na kohouta – zachránce dal na návrší nad Labem vystavět kostel Nejsvětější Trojice. Na věžičku kostela byl usazen plechový kohoutek. Ten zde vydržel hlídat až donedávna, když se ale opravovala střecha v osmdesátých letech 20. století, byla věžička i s kohoutkem sundána, protože hrozil její pád.

## Popis stavby

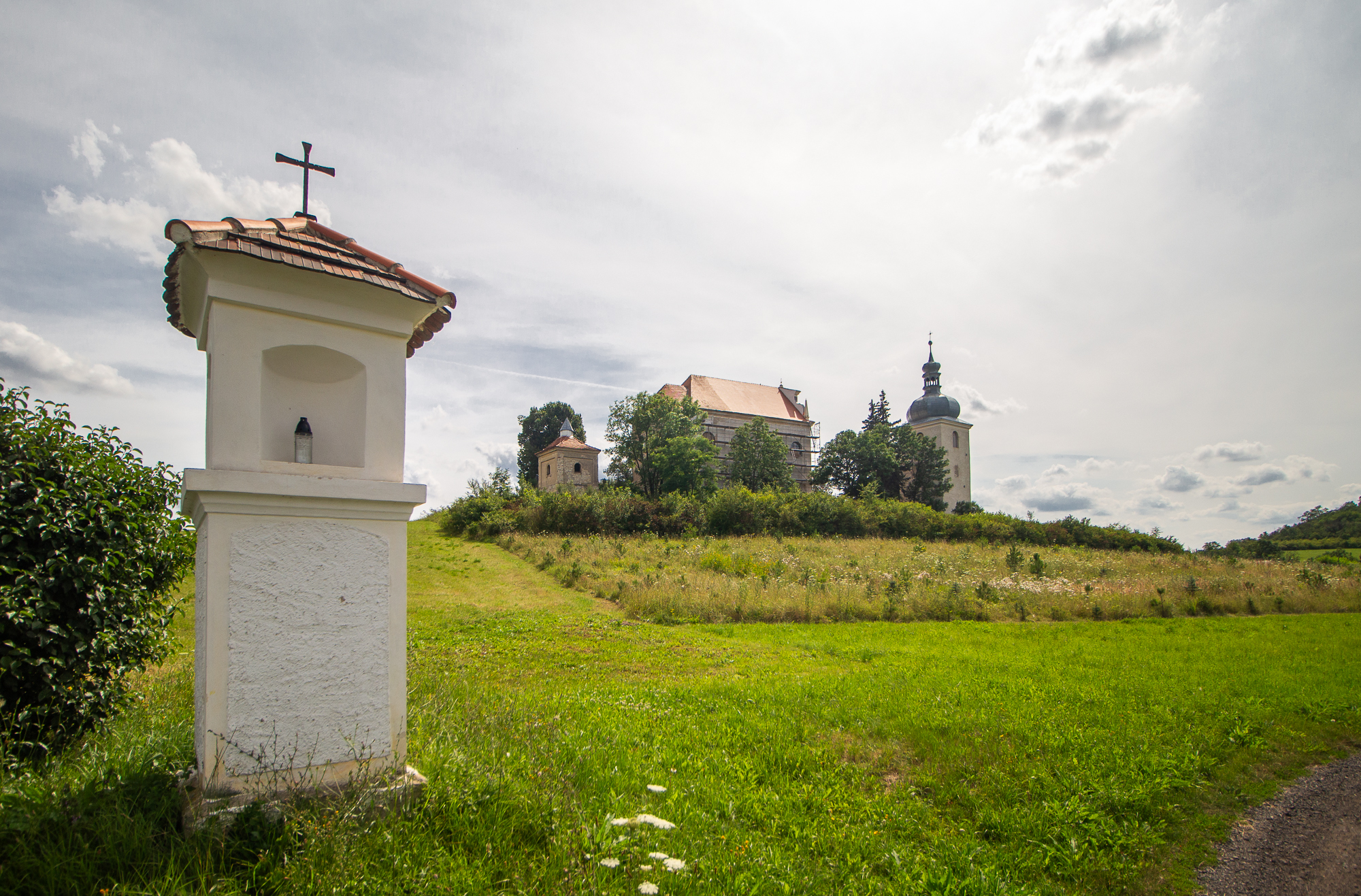
Pohled na kostel v Zahořanech z polí

Kostel Nejsvětější Trojice stojí na návrší nad obcí Zahořany, v sousedství Křešic šest kilometrů východně od Litoměřic). Tvoří pohledovou dominantu z dalekých oblastí Polabské kotliny. Kostel na první pohled upoutá neobvyklým řešením, kdy zvonice je postavena odděleně od samotné kostelní lodě.
Raně barokní stavba, vystavěná v letech 1653–1657 pražským architektem italského původu Carlem Luragem na objednávku tehdejšího majitele zahořanského panství císařského generála a vojenského velitele Prahy Jana van der Croon. Jednolodní podélná stavba s odsazeným trojbokým závěrem, průčelí s mělkým rizalitem a volutovým štítem. Valená lunetová klenba je bohatě zdobena freskovou malbou a štukovou ornamentalikou. Hlavní oltář z umělého mramoru z roku 1766 je dílem litoměřického mramoráře M. Hennevogela, čtyři boční oltáře patrně od dalšího litoměřického mistra, M. Tollingera, varhany z roku 1711 od D. Kornhausera ze Sokolova, pozdně barokní kazatelna pochází z roku 1772. Bohatá štuková výzdoba interiéru je současná s výstavbou (polovina 17. století) a svou kvalitou a rozsahem představuje jeden z vrcholů raně barokní štukatury v oblasti severozápadních Čech. Nástropní a nástěnné malby provedl nejspíše v průběhu čtyřicátých let 18. století pražský malíř František Antonín Müller.
V průběhu 19. století se na kostele objevily první statické závady (trhliny klenby), proto byl kostel zpevněn železnými táhly. V devadesátých letech 20. století byla obnovena střecha kostela. Jinak je kostel již dlouhodobě nevyužívaný a nebyly prováděny další opravy.

## Okolí kostela
Okolo kostela se nachází hřbitov, v současné době stále využívaný. Při jeho ohradní zdi na východní straně stojí pětiboká hřbitovní kaple, na západním okraji pak věž se zvonicí. Na hřbitově jsou četné staré náhrobky původních německých obyvatel obce.